# Ramona (film 1916)
Ramona è un film muto del 1916 diretto da Donald Crisp. La sceneggiatura si basa su Ramona: A Story, romanzo di Helen Hunt Jackson pubblicato a Boston nel 1884.

## Trama
Nella California meridionale, una giovane orfana, metà indiana e metà scozzese, è allevata in un ranch da una ricca messicana che ha promesso alla sorella, in punto di morte, di curarsi della figlia adottiva. Ma la signora Moreno non ama Ramona perché la disprezza in quanto indiana. Ramona, innamoratasi del pastore Alessandro, lascia il ranch e vive poveramente con il marito da cui ha una figlia. Un giorno il marito viene ucciso. Felipe, il figlio della signora Moreno - che, nel frattempo, è morta - viene a prendere Ramona di cui è da sempre innamorato e la porta a vivere in Messico.

## Produzione
Il film, prodotto da W.H. Clune sotto la supervisione di Lloyd Brown, fu prodotto dalla Clune Film Producing Company.

## Distribuzione
Il copyright del film, richiesto dalla W. H. Clune, fu registrato il 3 aprile 1916 con il numero LU7994.
Il film fu presentato in prima al Clune's Auditorium di Los Angeles il 7 febbraio. Uscì nelle sale cinematografiche statunitensi il 5 aprile 1916.
5 rulli del film (un positivo 35 mm) sono conservati negli archivi della Library of Congress. Il resto del film viene considerato perduto

## Differenti versioni
Dal romanzo Ramona: A Story di Helen Hunt Jackson sono state tratte diverse versioni cinematografiche e televisive:
- Ramona - film del 1910 diretto da David W. Griffith
- Ramona - film del 1916 diretto da Donald Crisp
- Ramona - film del 1928 diretto da Edwin Carewe
- Ramona - film del 1936 diretto da Henry King
- Ramona - film del 1946 diretto da Víctor Urruchúa
- Ramona - film del 2000 aa. vv.